# Distretto di Pai
Il distretto di Pai (in thailandese: ปาย) è un distretto (amphoe) della Thailandia, situato nella provincia di Mae Hong Son. La cittadina di Pai, dove ha sede il governo distrettuale, è diventata un'importante meta turistica.